# Rosa Hope

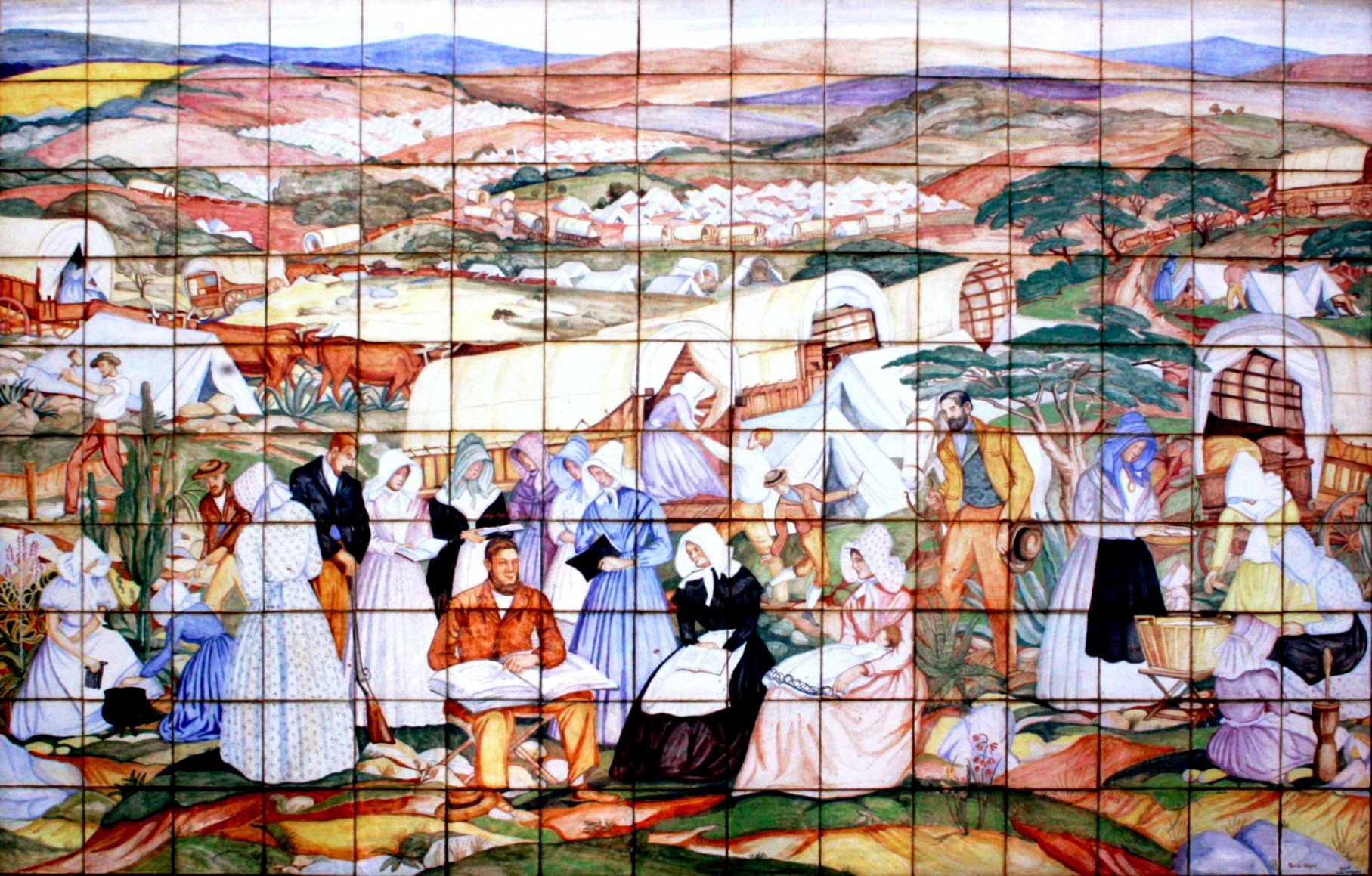
Tableau on Irene Post Office near Pretoria - 1940

Rosa Somerville Hope (8 tháng 6 năm 1902, Manchester, Anh - 7 tháng 5 năm 1972, Kokstad, Nam Phi), là một họa sĩ người Anh đến thăm Nam Phi vào năm 1935 và ở lại đó đến khi qua đời. Mẹ bà là một giáo viên tại Trường Nghệ thuật Camberwell và cha bà được ghi nhận là một đại lý bán sản phẩm nghệ thuật.
Đầu tiên bà đến một trường học ở Romiley, nhưng sau đó theo học tại trường trung học dành cho nữ sinh Manchester, với chị gái sinh đôi Muriel. Năm 1918, bà bắt đầu đào tạo tại Trường Nghệ thuật Slade ở Luân Đôn với học bổng £20 và năm 1926 đã giành giải thưởng Prix de Rome cho tác phẩm điêu khắc của bà là The Ador of the Shepherds, sau đó được trình chiếu tại Học viện Hoàng gia. Bà học theo Henry Tonks (1862-1937), Philip Wilson Steer (1860-1942) và John Wheatley (1892-1955). Lúc này bà đang sống ở 40 Downshire Hill, Hampstead, NW, cùng một ngôi nhà nơi Mark Rutherford, tiểu thuyết gia, sống vào năm 1852.
Khi bà đến thăm Nam Phi vào năm 1935, giáo viên cũ của bà tại Trường Slade, Giáo sư John Wheatley, đã đề nghị bà làm một giảng viên tại Trường Mỹ thuật Michaelis tại Đại học Cape Town. Bà thành lập bộ phận in và khắc của trường. Năm 1938, bà chấp nhận vị trí Giảng viên cao cấp về Mỹ thuật tại Đại học Natal, Pietermaritzburg, nơi bà ở lại cho đến năm 1957. Từ đây, bà thường xuyên đi vẽ tranh cho Drakensberg và Transkei, thỉnh thoảng đi cùng với bạn của bà và họa sĩ Phyllis McCarthy. Trung tâm nghệ thuật thị giác tại Đại học Natal đã được ủy thác quyên góp các tác phẩm của cô. Rosa Hope đã thiết kế khuôn viên của tòa tháp Great Trek Centenary trong Bưu điện Irene năm 1939.
Vào tháng 1 năm 1923, bà được bầu làm Cộng sự của Hiệp hội Họa sĩ và Khắc họa Hoàng gia. Bà đã trưng bày các bức vẽ tại Câu lạc bộ nghệ thuật tiếng Anh mới, Phòng trưng bày Redfern, Phố Bond cũ và Messrs. P. và D. Colnaghi tại Phòng trưng bày Grosvenor. Bà là thành viên của Hiệp hội nghệ thuật đồ họa, Hiệp hội nghệ sĩ Hampstead và Câu lạc bộ nhà sưu tập in ấn.
Bà đã triển lãm với Hiệp hội Nghệ sĩ Nam Phi (SASA) cho đến năm 1942.

## Thư viện hình

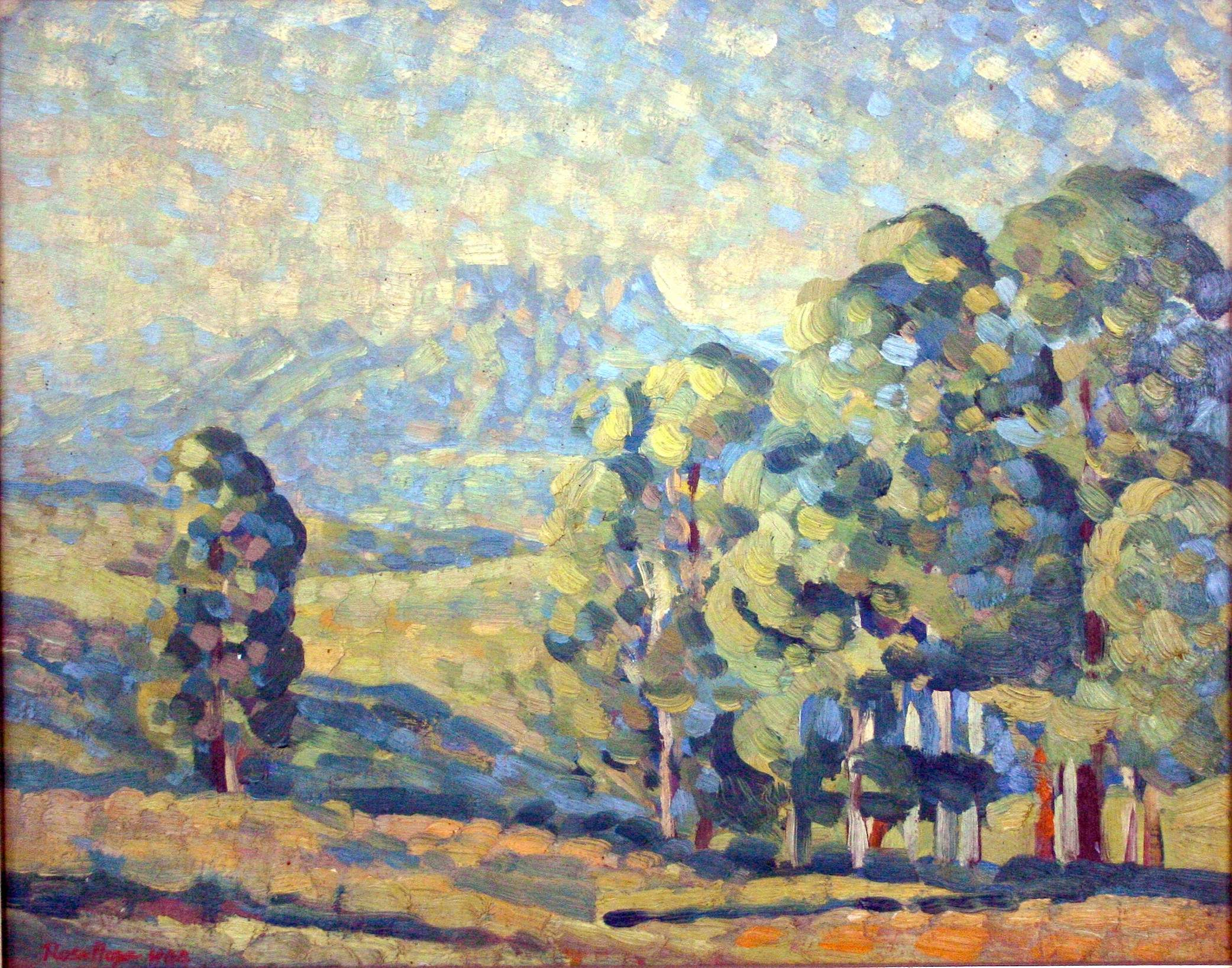
Gum trees, Pietermaritzburg area 1944
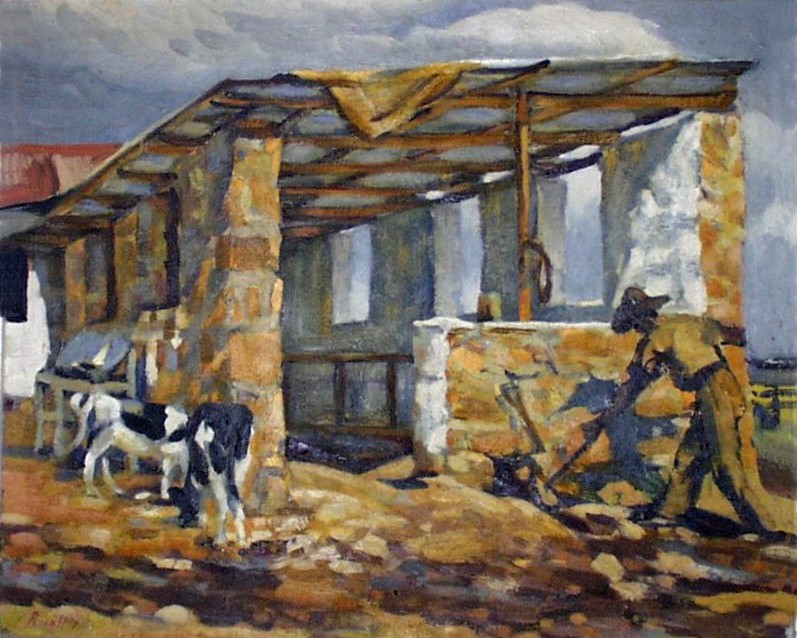
Cowshed at Glenaholm, Pietermaritzburg 1940s
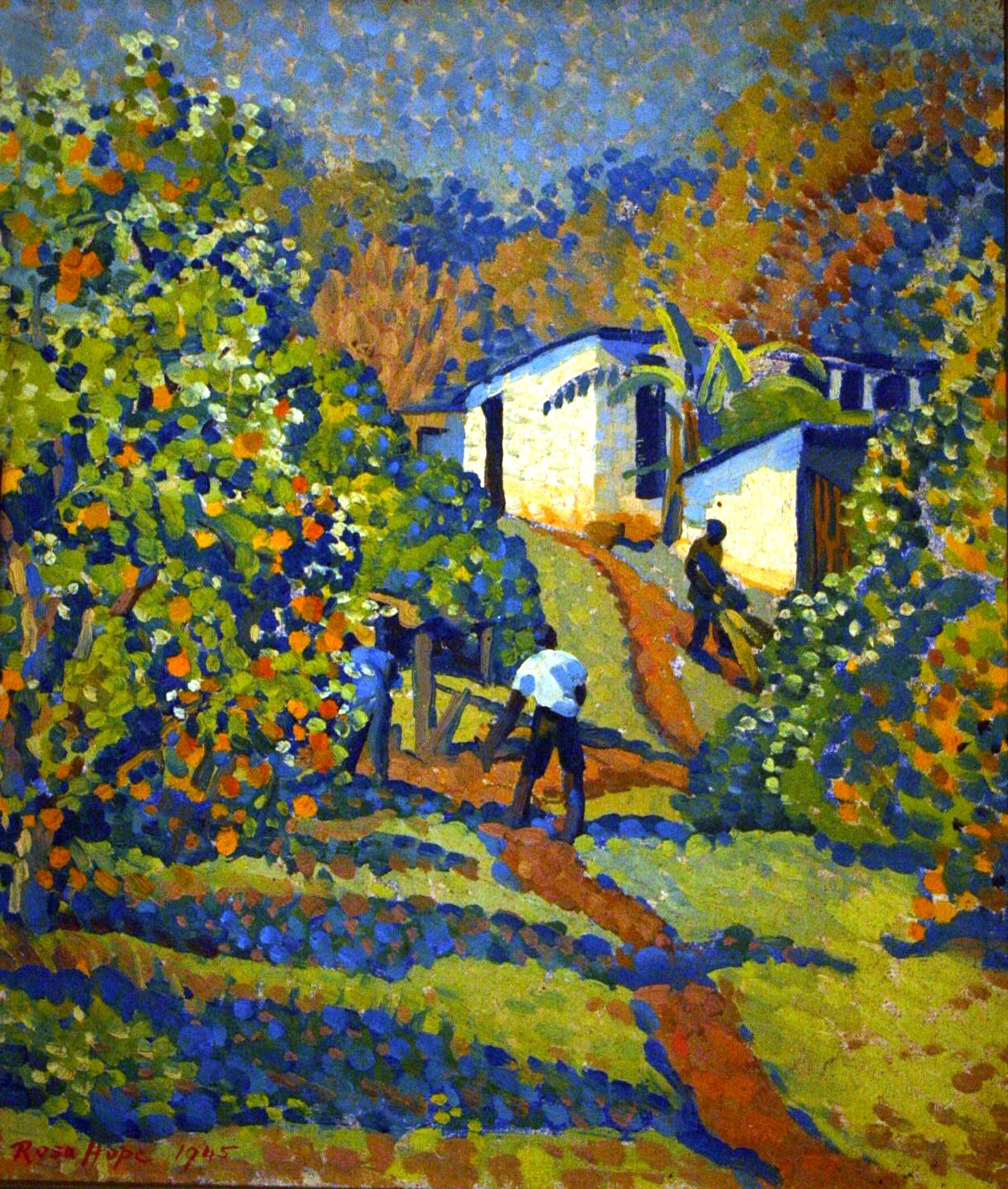
Orchard at Glenaholm, Pietermaritzburg 1945